# OPTORG
La Compagnie Optorg est un groupe de distribution spécialisée incluant l'équipement industriel et la distribution automobile en Afrique.

## Historique
Optorg, « société anonyme pour le développement du commerce et de l'industrie en Russie et pays limitrophes», est créé le 16 octobre 1919 par Jules Lorthiois, James Schwob d'Héricourt et Félix Vanoutryve, industriels textiles dans le Nord de la France, pour développer leurs activités en Asie et en Russie. Au capital de vingt millions de francs, le siège social est alors établi au no 63 de l'avenue des Champs-Élysées, à Paris. « Optorg » signifie « commerce de gros » en russe.  
En 1947, le groupe s’implante en Afrique centrale en prenant le contrôle de la société de négoce S.H.O. (matériel industriel, automobile…). S.H.O. détient notamment la marque Tractafric, représentant exclusif de Caterpillar en Afrique centrale depuis 1932. 
En 1955, Optorg s’implante en Afrique de l’Ouest en prenant le contrôle des Établissements Ch. Peyrissac (distribution de voitures, cycles et motocycles, matériel industriel…).
En 1993, Optorg devient filiale de l’ONA ,, qui en 2010 fusionne avec la SNI, premier holding d'investissement privé au Maroc, rebaptisé Al Mada en 2018.
En 2011, Optorg restructure son activité autour de deux pôles d’expertise : la distribution d'équipement industriel (Tractafric Equipment) et la distribution automobile (Tractafric Motors),.

## Activités du groupe
Optorg opère dans deux secteurs : l'équipement industriel avec sa filiale Tractafric Equipment Corporation et la distribution de véhicules particuliers et industriels avec Tractafric Motors Corporation.
Tractafric Equipment Corporation est spécialisé dans l'équipement en Afrique centrale et au Maroc. Son activité inclut la vente de matériel neuf et d’occasion, la location, la vente de pièces de rechange, la maintenance, la réparation, la gestion de flotte et la formation. 
Tractafric Motors Corporation est spécialisé dans la distribution et le négoce automobiles en Afrique centrale et de l'Ouest : véhicules particuliers, véhicules industriels, produits aftermarket (pièces de rechange, huiles, batteries, accessoires, pneus).  

## Chiffres clés
Optorg totalisait fin 2022 : 
- 1.814 collaborateurs
- 862 M€ de CA consolidé, dont : 
  - Tractafric Equipment Corporation : 546 M€
  - Tractafric Motors Corporation : 314 M€

## Liste des dirigeants

### Présidents-directeurs généraux
- 1919-1929 : Jules Lorthiois
- 1929-1939 : James Schwob d'Héricourt
- 1939-1940 : André Schwob d'Héricourt
- 1940-1962 : Robert Lemoult
- 1962-1969 : Robert Lemaignen
- 1969-1982 : Xavier Torre
- 1982-1988 : Jean-Pierre Prouteau
- 1988-1993 : Gilbert Salomon
- 1993-1994 : Robert Assaraf
- 1994-1995 : Gilles Denitsy
- 1995-1996 : Jean-Jacques Delort

### Présidents du directoire
- 1996-1999 : André Ferras
- 1999-2004 : Mickélic Le Bigot
- 2004-2011 : Alain Cassuto
- 2011-2014: Hassan Ouragli
- 2014-2019 : Ramses Arroub
- 2019-2020 : Tarafa Marouane

### Présidents du Conseil d'administration
- Depuis 2020 : Tarafa Marouane

### Sources
- Joseph Nkassa Ndoumbé, SCOA, CFAO, OPTORG: firmes institutionnalisantes en Afrique, éd. Gerpo-I, 2006
- Evariste-Joseph Kiemptore, Le Marché ouest-africain des biens d'équipement et la stratégie des anciens comptoirs: la C.F.A.O. [Compagnie française de l'Afrique occidentale], la S.C.O.A. [Société commerciale de l'ouest africain] et la Compagnie Optorg, 1979
- Jean Suret-Canale, Afrique et capitaux: géographie des capitaux et des investissements en Afrique tropicale d'expression française, édition L'Harmattan
- G. Rocheteau, Jean Roch, Pouvoir financier et indépendance économique en Afrique: le cas du Sénégal, Khartala, 1982
- Catherine Coquery-Vidrovitch, Le Congo au temps des grandes compagnies concessionnaires 1898–1930, 2017